# Maria Wranå
Helene Karin Maria Wranå, född 6 april 1973 i Herråkra, är en svensk opera-, operett- och musikalsångerska. 

## Biografi
Maria Wranå är utbildad på Teater- och operahögskolan i Göteborg och Internationella Operastudion vid operan i Zürich. Anställd vid bl.a. GöteborgsOperan, Malmö opera och musikteater, Det Kongelige Teater i Köpenhamn. Hon har bland annat gjort huvudroller i operetterna Glada Änkan och Vita Hästen samt ett flertal revyer.

## Teater

### Roller (ej komplett)
| År   | Roll         | Produktion                                          | Regi         | Teater      |
| ---- | ------------ | --------------------------------------------------- | ------------ | ----------- |
| 2005 | Dinah Murphy | South Pacific Richard Rodgers och Oscar Hammerstein | Åsa Melldahl | Malmö Opera |